# Until We Meet Again
Until We Meet Again (ด้ายแดง; RTGS: Dai daeng; lit. The Red Thread) é uma série de televisão BL tailandesa de 2019 estrelada por Natouch Siripongthon (Fluke) e Thitiwat Ritprasert (Ohm). A série, dirigida por New Siwaj Sawatmaneekul, estreou na Tailândia e foi ao ar de 9 de novembro de 2019 a 1 de março de 2020 com repetições na LINE TV. Baseado em The Red Thread ด้ายแดง escrito por LazySheep.
A história é sobre dois estudantes universitários modernos que descobrem que são as almas reencarnadas de dois amantes do passado que cometeram suicídio. A série atraiu muita atenção internacional, especificamente no Sudeste Asiático e na América Latina.
Em 7 de maio de 2020, o diretor New Siwaj Sawatmaneekul e o autor LazySheep confirmaram que haverá uma nova série baseada na história paralela dos personagens Win e Team chamada "Between Us".

## Sinopse
Há trinta anos, Korn e Intouch eram estudantes universitários em Banguecoque. Intouch entrou na vida de Korn apesar de saber que ele era filho de uma das pessoas mais influentes de Banguecoque, a máfia. No início, Korn continuou afastando Intouch, mas no final, ele não resistiu ao garoto que era tão cheio de vida que era exatamente o oposto e decidiu deixá-lo entrar em seu coração.
No entanto, em uma época em que a homossexualidade era inaceitável e os pais eram contra o relacionamento e um contra o outro, o amor de Korn e In estava fadado ao fracasso. Em meio ao caos, enquanto a Intouch continuava lutando pelo seu futuro, Korn não conseguiu lidar com todo o sofrimento de seu amante e decidiu desistir. Naquele dia, dois sons de tiro ecoaram pelo ar. A história deles terminou em tragédia, mas algo já havia se amarrado entre eles, unindo-os mesmo depois de mortos.
Anos depois, Pharm (19), recém-retornado à Tailândia, calouro na T-University, cresceu sempre sentindo que está esperando por alguém. Repleto de sonhos tristes que sempre o deixavam acordando com o rosto molhado, medo de barulhos altos e uma marca de nascença na têmpora, o menino sempre sentiu como se estivesse sentindo falta de alguém. Dean (21), presidente do terceiro ano do clube de natação da T-University, também passou a vida procurando pessoas cujos rostos ele não consegue lembrar.
O fio vermelho do destino que os uniu em sua vida passada mais uma vez puxa os dois meninos de volta um ao outro, amarrando-os um ao outro e a um passado que pode não valer a pena ser lembrado, mas um amor inesquecível. Porque o fio vermelho que une os dois corações sempre levará um ao outro. Mesmo que possa emaranhar ou esticar, nunca quebrará.

## Elenco e personagens

### Protagonistas
- Natouch Siripongthon (Fluke) como Pharm, um calouro de 19 anos na faculdade e aspirante a chef. Ele é a reencarnação do Intouch. Ele reencarnou na família de Korn, sendo Korn seu tio paterno.
- Thitiwat Ritprasert (Ohm) como Dean, aluno do terceiro ano e presidente do clube de natação. Ele é a reencarnação de Korn. Ele reencarnou na família de Intouch, sua mãe é sobrinha de Intouch e sua avó é irmã mais velha de In.
- Katsamonnat Namwirote (Earth) como Intouch, o eu passado de Pharm. Ele permanece otimista sobre seu relacionamento com Korn, mesmo sabendo que está infeliz.
- Noppakao Dechaphatthanakun (Kao) como Korn, o passado de Dean. Seu pai é uma figura importante da máfia, que espera que Korn, o mais velho, ocupe seu lugar, apesar de Korn ser contra o trabalho de seu pai.

### Coadjuvantes
- Warut Chawalitrujiwong (Prem) como Team, melhor amigo de Pharm e membro do clube de natação. Ele é frequentemente provocado por Win, por quem ele logo desenvolve sentimentos.
- Noppanut Guntachai (Boun) como Win, o melhor amigo de Dean e membro do clube de natação. Ele gosta de jogar com o Team, por quem tem uma queda.
- Samantha Melanie Coates como Manaow, a melhor amiga de Pharm e Team e membro do clube de teatro junto com Del. Mais tarde, ela namora Pruk.
- Supadach Wilairat (Bosston) como Pruk, um belo membro do clube de natação e interesse amoroso de Manaow.
- Pannin Charnmanoon (Pineare) como Del, irmã mais nova de Dean e Don.
- Wanut Sangtianprapai (Mix) como Don, irmão mais novo de Dean e irmão mais velho de Del.
- Phachara Suansri (Ja) como Sin, primo de Pharm. Ele auxilia Dean a pesquisar mais sobre Korn e In.
- Naphat Vikairungroj (Na) como Sorn, amigo de Dean e namorado de Sin.
- Songsit Roongnophakunsri como Sr. Wongnate, pai de Dean.
- Sinjai Plengpanich como Alin, mãe de Dean e sobrinha de Intouch.
- Tarika Thidathit como An, irmã mais velha de In e avó de Dean.
- Savitree Suttichanond (Beau) como adulto An.
- Ploy Sornarin como o jovem An.
- Nirut Sirijanya como Sr. Ariasakul, pai de Korn.
- Paiboonkiat Kiewkaew como pai de In.
- Phollawat Manuprasert como Krit, irmão de Korn, pai de Sin e tio de Pharm.
- Kirati Puangmalee (Title) como o jovem Krit.
- Phiravich Attachitsataporn (Mean) como Alex, um cara bissexual e presidente do clube de teatro, que faz várias tentativas de flertar com Pharm.
- Surat Permpoonsavat (Yacht) como Mew, membro do clube de natação.

### Participação especial
- Saranwut Chatjaratsaeng (Ball) como Phoom, irmão mais novo de Pharm.
- Tanapon Sukumpantanasan (Perth) como o melhor amigo de In.
- Vittawin Veeravidhayanant (Best) como Dej, membro do clube de culinária.
- Rathavit Kijworalak (Plano) como um dos amigos do corpo docente de administração de Dean.
- Napat na Ranong (Gun) como outro amigo de Dean.

## Trilha sonora
| Título da música                       | Artista                                                  |
| -------------------------------------- | -------------------------------------------------------- |
| I Found You                            | Dome Jaruwat                                             |
| Until We Meet Again                    | Boy Sompob                                               |
| Until We Meet Again (Versão em inglês) | Boy Sompob                                               |
| Until We Meet Again                    | Namcha                                                   |
| Luckiest Boy                           | O elenco de UWMA                                         |
| Luckiest Boy                           | Boy Sompob                                               |
| Luckiest Boy (Versão em inglês)        | Boy Sompob                                               |
| Or We Have Met                         | Noppanut Guntachai (Boun)                                |
| I Want To Tell You [Official MV]       | Samantha Melanie Coates                                  |
| Still Have Me                          | Catnap                                                   |
| From This Day Forward                  | Arunpong Chaiwinit                                       |
| We’ll Always Meet Again                | Natouch Siripongthon (Fluke) & Thitiwat Ritprasert (Ohm) |

## Vídeo caseiro e VOD
A série foi lançada em DVD em novembro de 2020.
Foi disponibilizada na plataforma Rakuten Viki.

## Recepção
A série ganhou certa popularidade nas Filipinas. A presença de temas queer na série foi notada.